# Gabriel Miró
|  | Per a altres significats, vegeu «Gabriel Miró i Ferrer». |

Gabriel Miró o Mirón fou un metge actiu durant la primera meitat del segle xvi probablement originari de Tortosa. Però també va viure en alguns temps a Parcent on encara podem trobar la seua casa. Fou primer metge de les reines de França, Anna de Bretanya, muller de Lluís XII i Clàudia muller de Francesc I. Va publicar l'obra «De regimine infantum tractatus tres amplissimi». imprésa per Joahanem Rousset el 1544 en 746 pàgines i un índex dels capítols. Potser va escriure aquest llibre perquè tenia cura dels fills de la reina Clàudia. Aquest era nebot d'un altre Gabriel Miró o Mirón també de Tortosa, que va estudiar i es va graduar en Montpeller, va estar algun temps a Perpinyà, i pel seu gran mèrit i reputació fou nomenat conseller i metge del rei Carles VIII de França, morint a Nevers quan anava a la cort per exercir aquest destí. En temps d'Astruc hi havia una inscripció llatina gravada en honor seu a la façana de les escoles de medicina de Montpeller, en la inscripció se l'anomenava Perpinianensis, aparentment per la seva mansió a Perpinyà, diu Astruc; qui al mateix temps assegura ser Miró de Tortosa. El mateix Gabriel Miró segon fou pare de Francesc Miró, igualment oriünd de Tortosa, que es va graduar en medicina a Montpeller, que tornà a graduar-se a París el 1514, i fou primer metge dels reis Enric II, i Carles IX de França. Francesc va tenir un fill que va deixar una nombrosa posteritat, i exercí amb honor algunes destinacions importants a la magistratura. La família dels Mirón, tenia per escut d'armes un mirall a l'antigua sobre un camp de gules.